# Furbo design
Furbo design（フルボデザイン）はイタリアの時計ブランドである。

## 腕時計
価格
価格は平均的には3万円ほどであるが2万円程度のものもある。
高いものでは5万円程度である。
特徴
ベルトは主に革のものが多く特殊な装着の仕方である。
ほとんどの製品に自動巻き機能をがついている｡
色
色はピンクゴールドやシルバーなどと幅広く存在する。
製品の工夫
装着部分のベルトは馴染みやすくなっており本体付近は馴染みにくくなっているため金属アレルギーの反応が出にくい｡